# Mey (gemeente)
Mey (Duits: Maien in Lothringen ) is een gemeente in het Franse departement Moselle (regio Grand Est) en telt 199 inwoners (2005).

## Geschiedenis
De gemeente maakte deel uit van het kanton Montigny-lès-Metz in het arrondissement Metz-Campagne tot op 22 maart 2015 beide werden opgeheven. Mey werd opgenomen in het nieuwgevormde kanton Le Pays Messin, dat onderdeel werd van het arrondissement Metz.

## Geografie
De oppervlakte van Mey bedraagt 1,9 km², de bevolkingsdichtheid is 104,7 inwoners per km².
De onderstaande kaart toont de ligging van Mey (gemeente) met de belangrijkste infrastructuur en aangrenzende gemeenten.

## Demografie
Onderstaande figuur toont het verloop van het inwonertal (bron: INSEE-tellingen).